# عبد الله أحمد (سياسي)
عبد الله أحمد (بالملايوية: Abdullah Ahmad)‏ هو كاتب وصحفي وسياسي ماليزي، ولد في 4 يوليو 1937، وتوفي في 12 يونيو 2016. نشط حزبياً في باريسان ناسيونال. وقد انتخب عضو ديوان الرعية ‏.